# Bruce Manning
Pour les articles homonymes, voir Manning.
Bruce Manning (né le 15 juillet 1902 à Cuddebackville, dans le comté d'Orange, dans le Grand New York et mort le 3 août 1965  à Encino, un quartier de Los Angeles, en Californie) est un producteur de cinéma américain, qui était également scénariste, romancier et journaliste.

## Biographie
Il a été marié avec l'écrivaine et scénariste Gwen Bristow (1903-1980), avec qui il a écrit le roman The Invisible Host (1930), qui a été adapté à l'écran 1934 sous le titre The Ninth Guest.

## Filmographie
- 1936 : Meet Nero Wolfe (co scénariste)
- 1937 : Deanna et ses boys de Henry Koster (co scénariste)
- 1938 : La Coqueluche de Paris de Henry Koster (scénariste)
- 1938 : Cet âge ingrat d'Edward Ludwig (scénariste)
- 1938 : Service de Luxe de Rowland V. Lee (co scénariste)
- 1939 : Les trois jeunes filles ont grandi (Three Smart Girls Grow Up) de Henry Koster
- 1939 : Premier Amour (First Love) de Henry Koster
- 1941 : Back Street (scénariste et producteur)
- 1942 : Broadway de William A. Seiter (producteur)
- 1943 : The Amazing Mrs. Holliday (réalisateur)
- 1945 : Désir de femme de Sam Wood (co scénariste)
- 1946 : L'Impératrice magnifique de Frank Borzage
- 1949 : Fiancée à vendre (scénariste)
- 1950 : Fureur secrète (producteur)
- 1951 : L'Ambitieuse (producteur)
- 1956 : La Femme du hasard (scénariste)
- 1957 : Spoilers of the Forest de Joseph Kane (scénariste)